# Hilary Mason (entrepreneure)
Pour les articles homonymes, voir Hilary Mason.

Hilary Mason est une data scientist et entrepreneure américaine. Elle est la cofondatrice de la startup Fast Forward Labs,.

## Éducation
Mason est née à New York. Elle obtient une licence d'informatique à Grinnell College en 2000 puis étudie à l'université Brown.

## Carrière
En 2010, elle cofonde HackNY, une organisation à but non lucratif qui aide les étudiants en ingénierie à intégrer le milieu des startups à New York. Après quelques années passées chez bitly en tant que directrice scientifique elle quitte l'entreprise en 2014 et cofonde Fast Forward Labs avec Micha Gorelick, une autre ancienne data scientist de bitly,. La start-up Fast Forward Labs fait de la recherche en intelligence artificielle et est spécialisée dans l'apprentissage automatique. Mason continue à travailler comme data scientist chez Accel tout en assumant son poste de PDG de Fast Forwards Labs,. Le 7 septembre 2017, Cloudera annonce l'acquisition de Fast Forward Labs et la nomination de Mason au poste de vice-présidente de la recherche à Cloudera.
Son profil de scientifique et de dirigeante jeune lui donne une certaine visibilité dans les médias où elle défend l'usage des data sciences,.

### Prix
Mason reçoit le prix TechFellows Engineering Leadership en 2012 d'une valeur de 100 000 $. Elle figure dans la liste des dirigeants les plus influents 40 under 40 du magazine Fortune, en 2011.
Elle apparaît dans le Top 100 des personnes les plus créatives en affaires du magazine Fast Company.